# Xanthoparmelia globulifera
Xanthoparmelia globulifera är en lavart som först beskrevs av Kurok. & Filson, och fick sitt nu gällande namn av Hale. Xanthoparmelia globulifera ingår i släktet Xanthoparmelia och familjen Parmeliaceae.   Inga underarter finns listade i Catalogue of Life.